# Zona Ilubabor
Ilubabor je jedna od 12 etiopskih zona u regiji Oromija. Ilubabor je dobio ime po bivšoj Pokrajini Ilubabor. 
Ova regija graniči s regijama; Južnih naroda, narodnosti i etničkih grupa s juga, Gambelom sa zapada, Benišangul-Gumuz sa sjevera, te sa zonama; Misrak Velega sa sjevera i Jimmom s istoka. Najveći gradovi u Zoni Ilubabor su; Bedele, Gore i Metu.
Prema podacima Središnje statističke agencije Etiopije za 2005. Zona Ilubabor proizvela je 14,855 tona kave to je bilo 
6.5% ukupne etiopske proizvodnje i 12.9% proizvodnje regije.
Kroz čitavu svoju povijest Zona Ilubabor je bila izvoznik hrane, ali je od početka 1997. zbog loših godina i bolesti koje su zahvatile usjeve Zonu zahvatila glad i neimaština koja je kulminirala 1999. godine.

## Stanovništvo
Prema podacima Središnje statističke agencije Etiopije za 2005., ova zona je imala 1,197,156 stanovnika, od toga je bilo 587,134 muškaraca i 610,022 žena. Po gradovima je živjelo 143,577 ili 12% stanovnika. S površinom od 16,555.36 km², Zona Ilubabor je imala gustoću naseljenosti od 72.31 stanovnika na 1 km².
Tri najveće etničke grupe u Zoni Ilubabor bile su; Oromci (85.4%), Amharci (7.34%) i Tigre (1.26%) sve ostale etničke grupe imale su 6% stanovnika. 
Oromifu kao materinski jezik govori 89.86% stanovnika, 6.26% amharski, 1.09% tigrinju, a 2.79% stanovnika govori neke druge jezike. 
Većina stanovnika Zone su vjernici Etiopske tevahedo Crkve njih 45.81%, 42.63% su muslimani, 9.78% su protestanti a 1.3% su animisti.
Prema memorandumu Svjetske banke od 24. svibnja 2004., 9% stanovnika ima električnu energiju u svojim domovima, gustoća cestovne mreže je 43.2 km na 1000 km  (nacionalni prosjek je 30 km),
Prosječno seosko domaćinstvo ima zemljišni posjed od 1.1 ha (u usporedbi s nacionalnim prosjekom od 1,01 ha i prosjek od 1,14 ha u Oromiji). Stočari Zone Ilubabor posjeduju 0.6 grla stoke. Svega 14.7% stanovništva radi izvan poljoprivrede, u odnosu na nacionalni prosjek od 25% i regionalni prosjek od 24%. 

## Školstvo
Što se tiče obrazovanja, 84% djece školske dobi pohađa osnovnu školu, a 23% srednje škole. Čak 94% stanovništva zone izloženo je malariji, i svih 100% bolesti spavanja od Ce-ce muha.

## Woredeu Zoni Ilubabor
- Ale
- Bedele
- Bure
- Kora
- Darimu
- Dega
- Didesa
- Geči
- Metu
- Nono
- Supena Sodo
- Jaju